# Tipula itatiayensis
Tipula itatiayensis är en tvåvingeart som beskrevs av Alexander 1944. Tipula itatiayensis ingår i släktet Tipula och familjen storharkrankar. Inga underarter finns listade i Catalogue of Life.